# Chléb

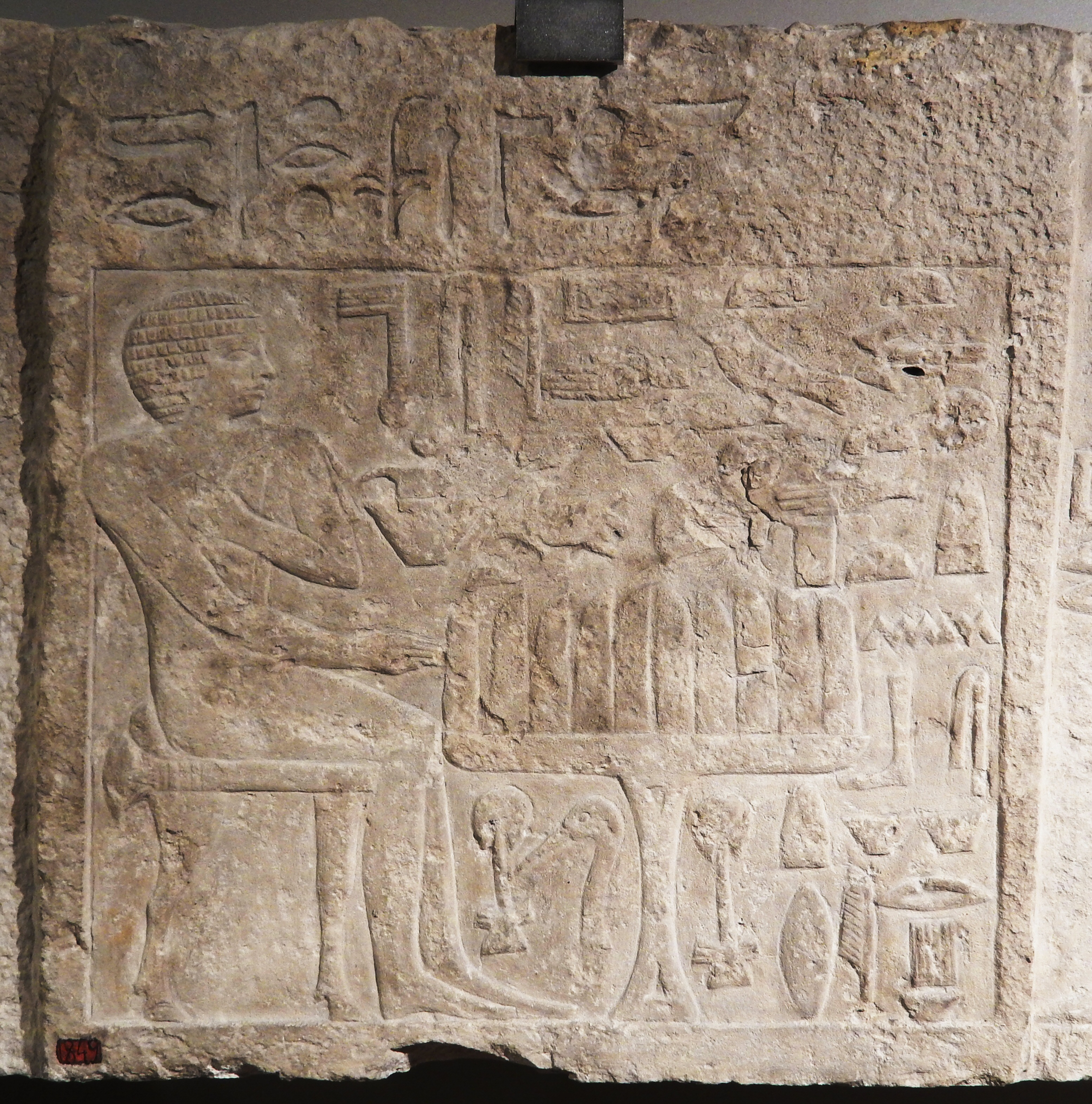
Egyptská stéla z let 2543–2435 př. n. l. (4. dynastie) znázorňující chléb ležící v plátcích na stole

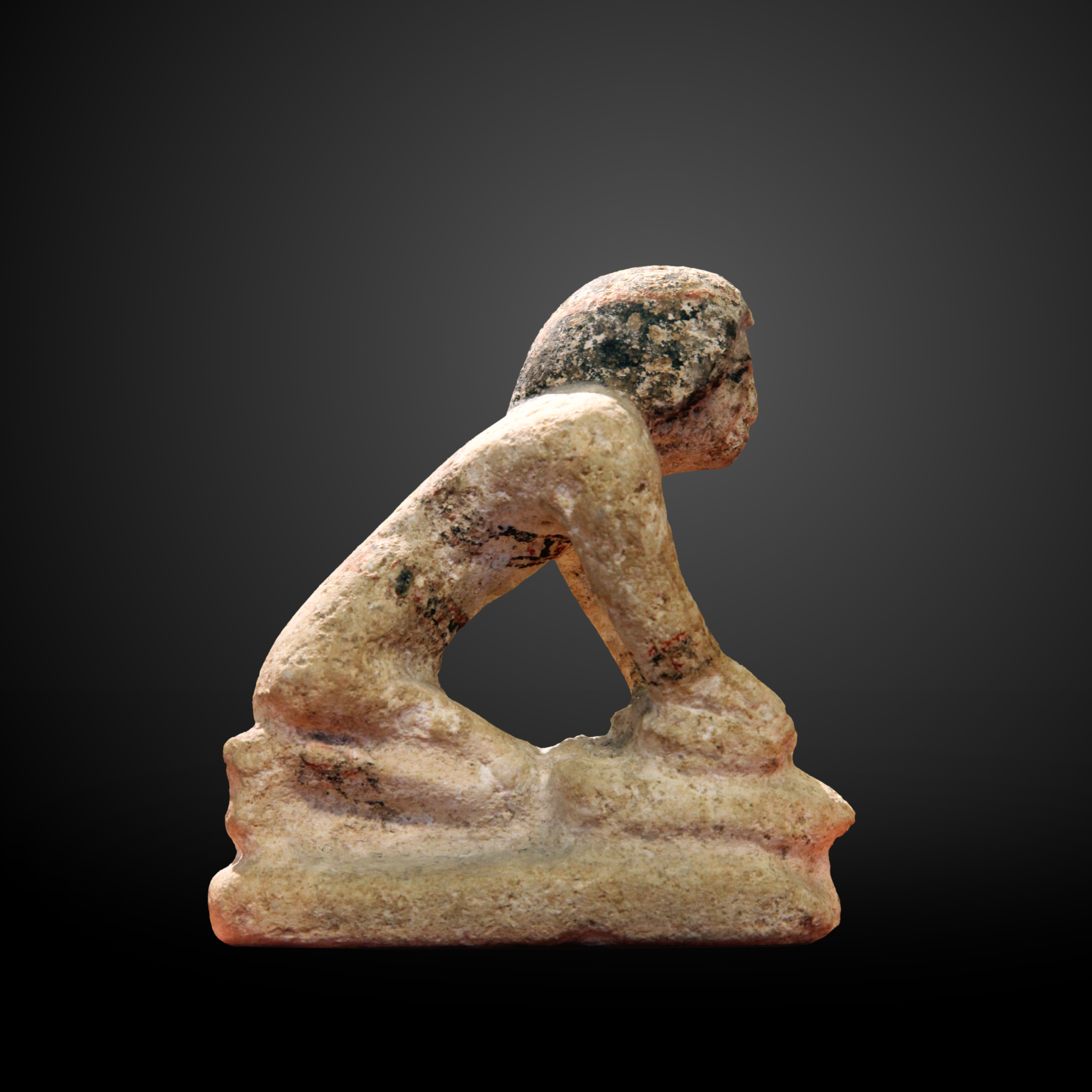
Figurka ženy zadělávající chléb (Egypt, 2707–2216 př. n. l.)

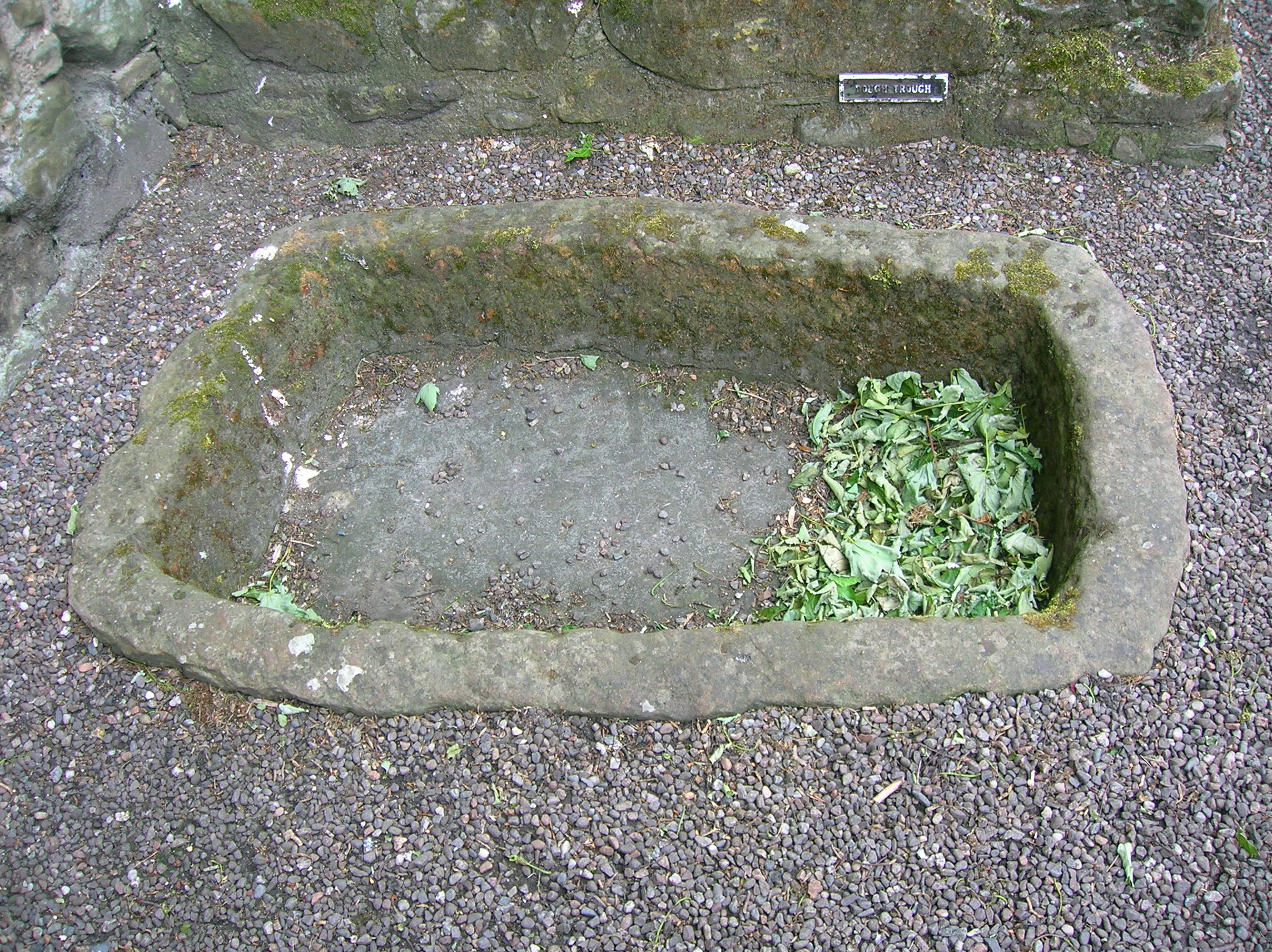
Žlab na chlebové těsto (hrad Aberdour, Skotsko)

Chléb či chleba, patří k základním potravinám připravovaným pečením těsta sestávajícího minimálně z mouky a vody. Většinou se přidává jedlá sůl a tradičně kvas, který je však často nahrazován či doplněn kvasnicemi (droždím) kvůli rychlejšímu kynutí. Někdy se do těsta přidává koření (např. kmín), případně různá semena (sezam, slunečnice, dýně, mák aj.); semena se někdy používají také k ozdobení chleba.

## Historie
Chléb, respektive chlebové placky pekli již lovci a sběrači v Jordánsku před 14 000 lety. Ale ještě před 5 500 lety farmáři ve Skandinávii používali obilná zrna k výrobě kaší místo chleba.

## Etymologie
České slovo chléb či chleba je slovo domácího původu. Vzniklo z praslovanského slova chlěbъ, které má původ ve starém germánském výrazu hlaiba téhož významu. Machek k českému výrazu chléb uvádí: slovensky chlieb, polsky chleb, ukrajinsky chlib, rusky chleb, hornolužicky chlěb, dolnolužicky klěb, bulharsky chljab, slovinsky hleb, srbochorvatsky hljeb.
Dnes vymřelá gótština používala k označení chleba výraz hláifs, stará horní němčina hleib a moderní němčina slovo Laib („bochník“, „bochník chleba“), finština používá slovo leipä, estonština leib, což jsou podoby odvozené ze starogermánských slov.
Staroanglické slovo bread („chléb“) má ekvivalenty v dalších germánských jazycích, například v němčině Brot, nizozemštině brood, švédštině bröd, v dánštině či norštině brød a v západofríštině brea.
České pojmy související s krájením bochníku nebo pecnu chleba: Vnější propečená část na povrchu chleba se nazývá „kůrka“, vnitřní pórovitá část „střídka“. Ukrojený plátek chleba se nazývá „krajíc“ nebo „skýva“. Našikmo ukrojený plátek na jedné straně zakrojený do střídky je „sirotek“ (nespis. „škramfulec“). První a poslední odkrojek chleba se nazývá „patka“ či „skrojek“. Druhému a předposlednímu krajíci se říká „zápatčí“. K nářečnímu pojmenování velkého kusu chleba viz Komárková.

## Druhy chleba

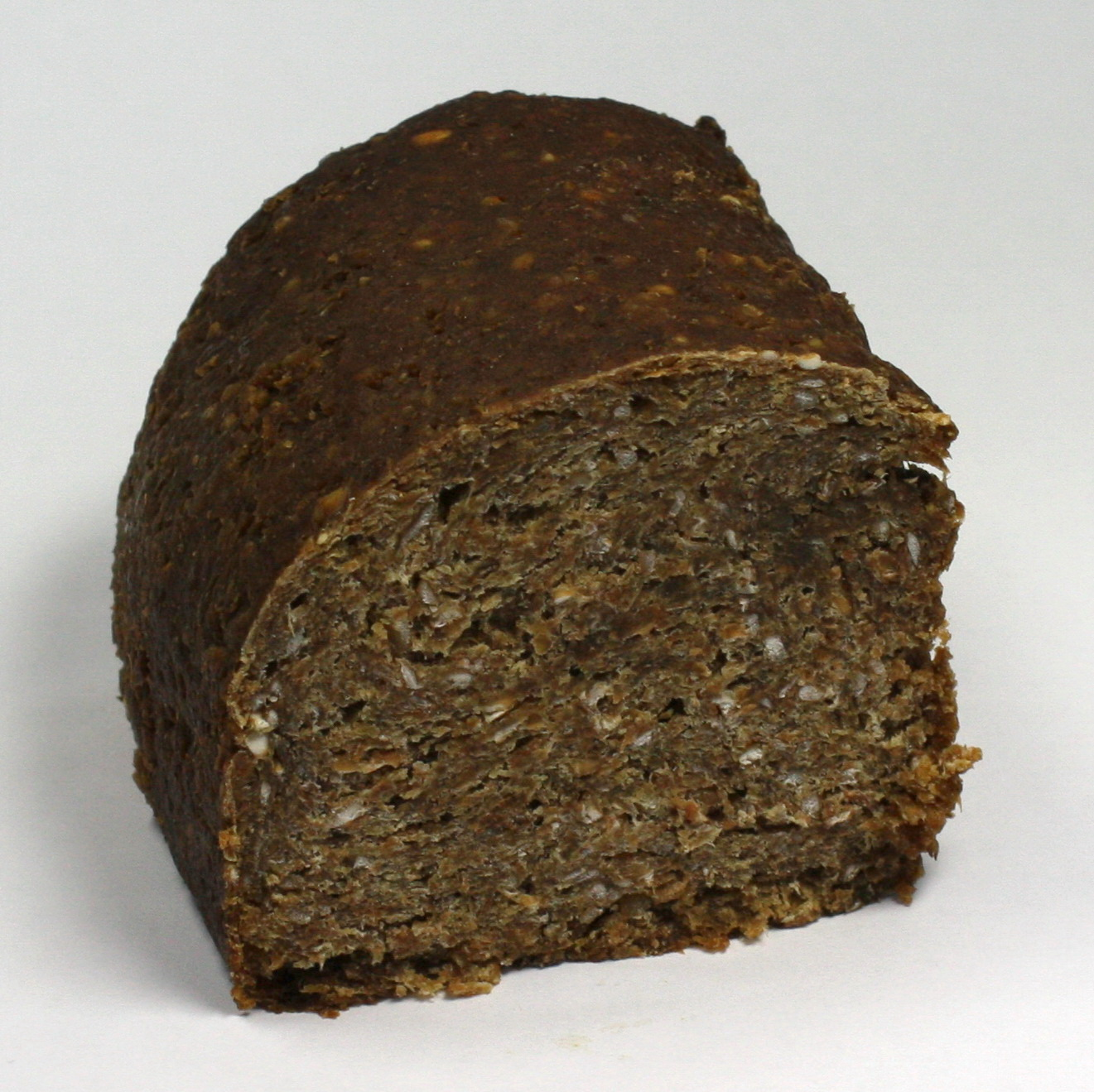
Tmavý žitný chléb

Chléb je oblíbená potravina nejen v západní společnosti. Těsto, z něhož se chléb peče, bývá zhotoveno z žitné nebo pšeničné mouky a kvasu nebo droždí. Peče se také z mouky ječmenné, kukuřičné či ovesné, obvykle v kombinaci s pšeničnou moukou, ale ne vždy. Pšeničné zrno bývá používáno nejčastěji díky vysokému obsahu lepku, který dává těstu pórovitost a elasticitu. Bezlepkový chléb se připravuje z mouky, která lepek neobsahuje (je vyrobena např. z rýže, kukuřice, pohanky, prosa, cizrny, sóji a jiných luštěnin).

### Tmavý žitný

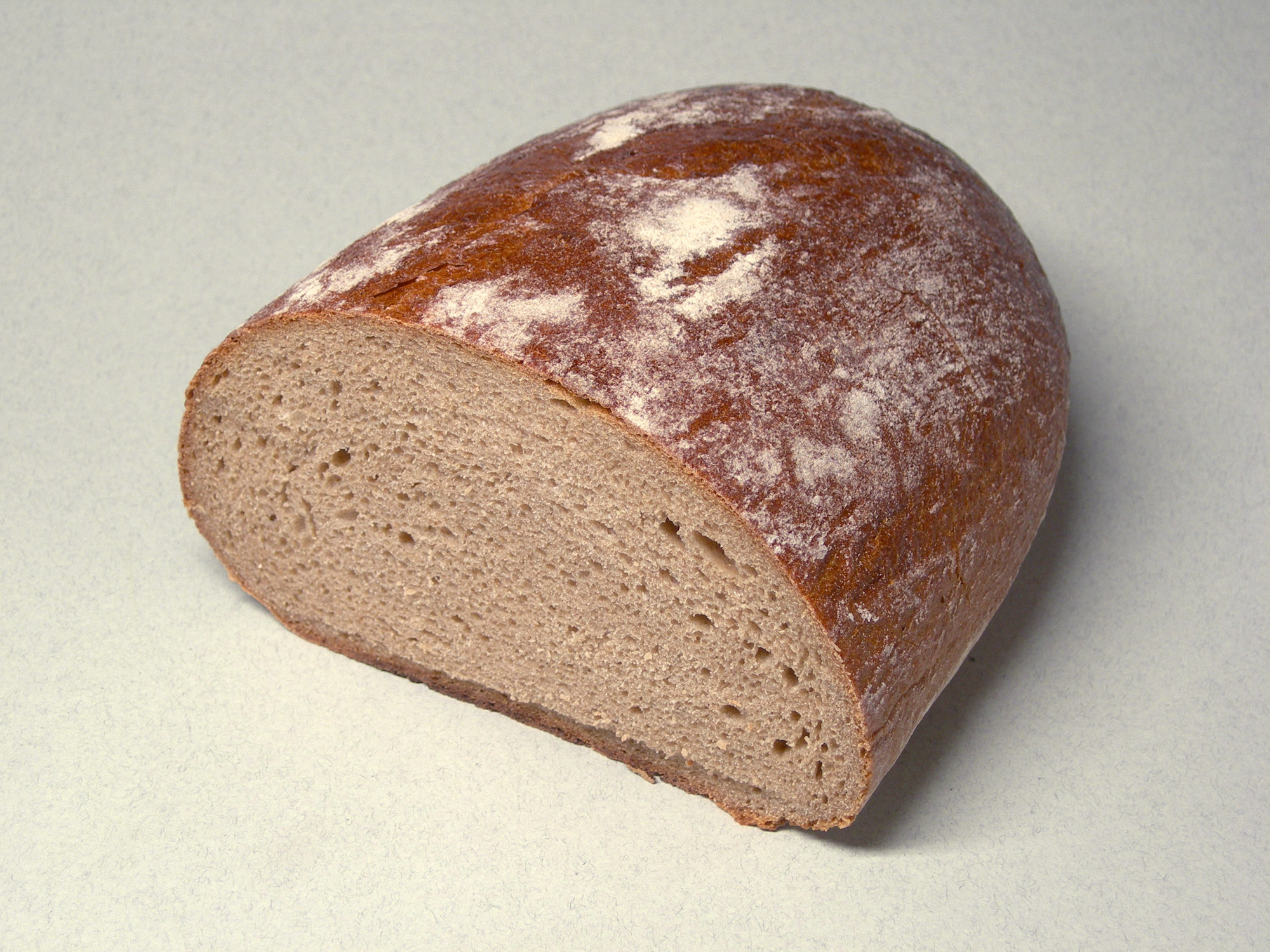
Žitno-pšeničný chléb

český, slovenský a polský tradiční tmavý žitný chléb (receptura: voda, žitná mouka, žitný kvas)
- bochníky získávají tvar podle ošatek, v nichž kynou
- krajíce z kulatých, později také šišatých bochníků

### Žitno-pšeničný
český tradiční světlý žitno-pšeničný chléb obsahuje žitnou i pšeničnou mouku
- je označovaný jako šumava, konzumní nebo kmínový

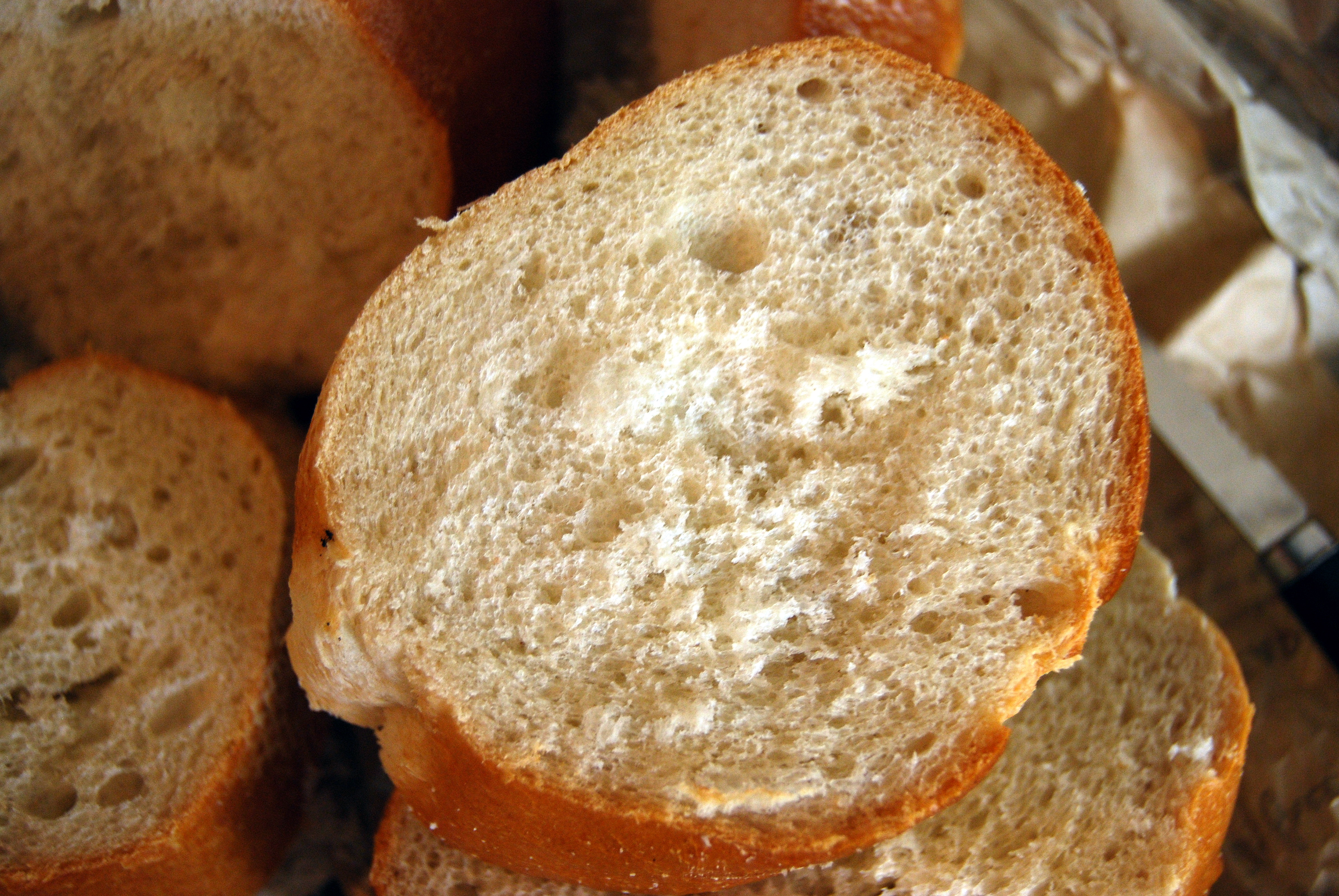
Francouzský pšeničný chléb

### Francouzský
francouzský bílý pšeničný chléb
- bageta k lámání
- bývá křupavý
- bývá nadýchaný, s velkými otvory po bublinách

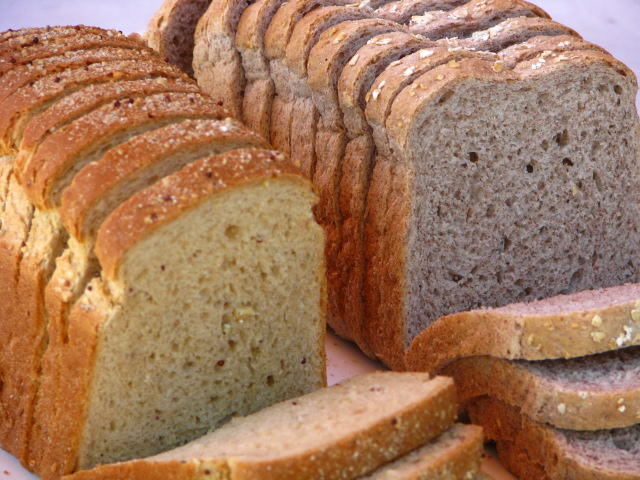
Anglický bílý a tmavý pšeničný

### Anglický

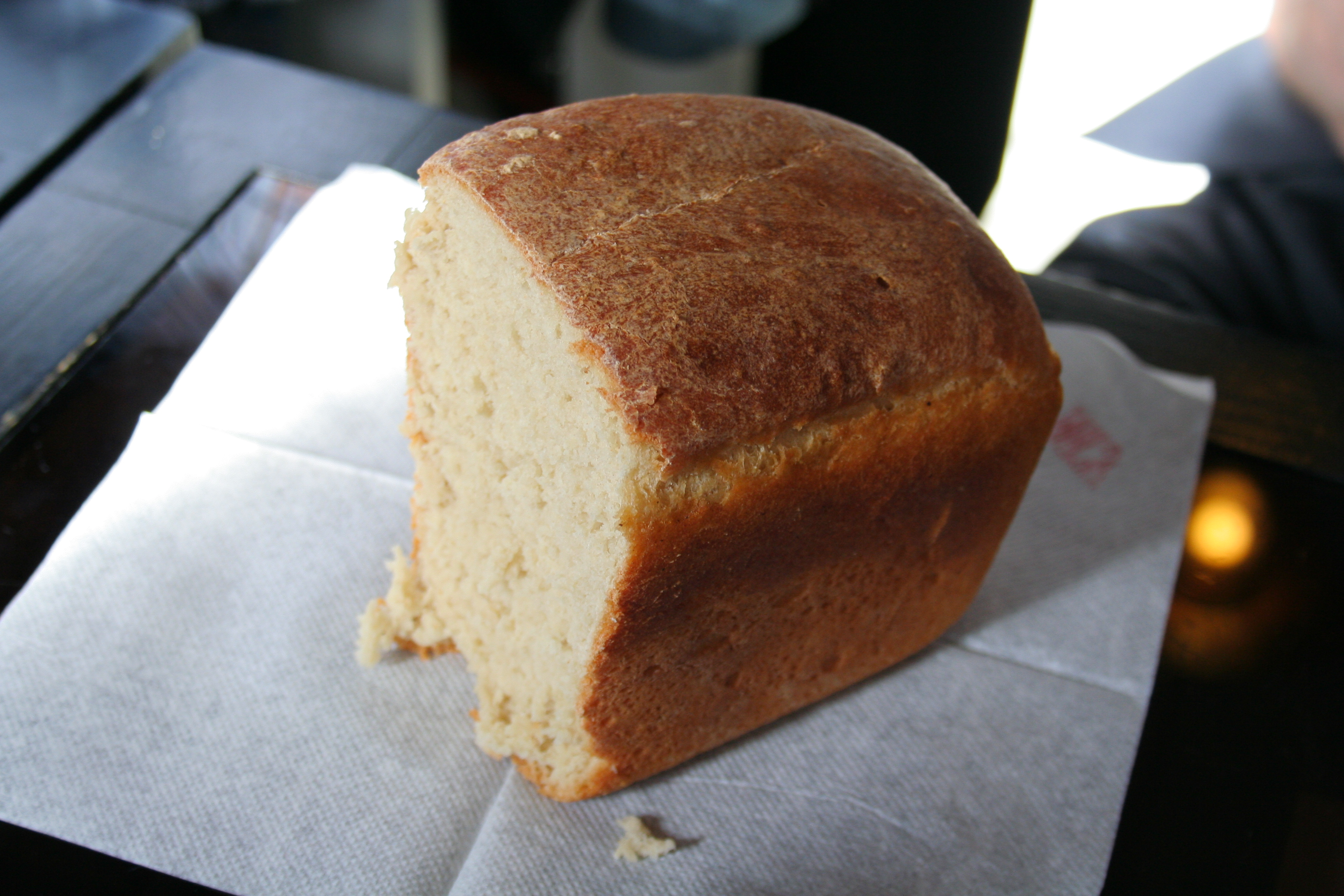
Ruský bílý pšeničný chléb

anglický pšeničný chléb
- cihla, sendvičové plátky
- měkký
- jemné bublinky

### Ruský

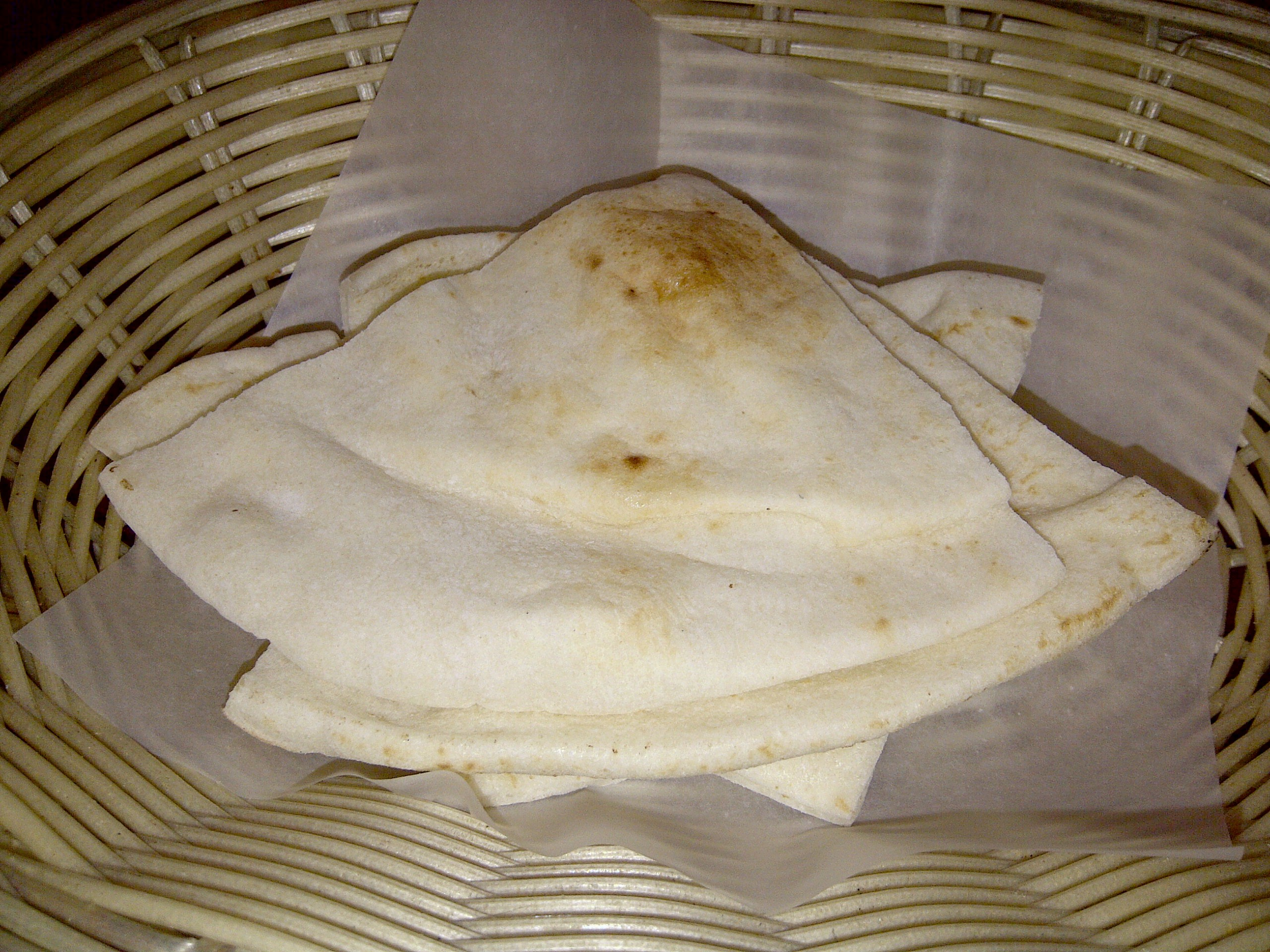
Arabský chléb

ruský bílý pšeničný chléb
- cihla
- křupavé plátky

### Arabský
chubz al arabí, přičemž „chubz“ (خبز) znamená „chléb“; pita (odvoz. z řečtiny) 

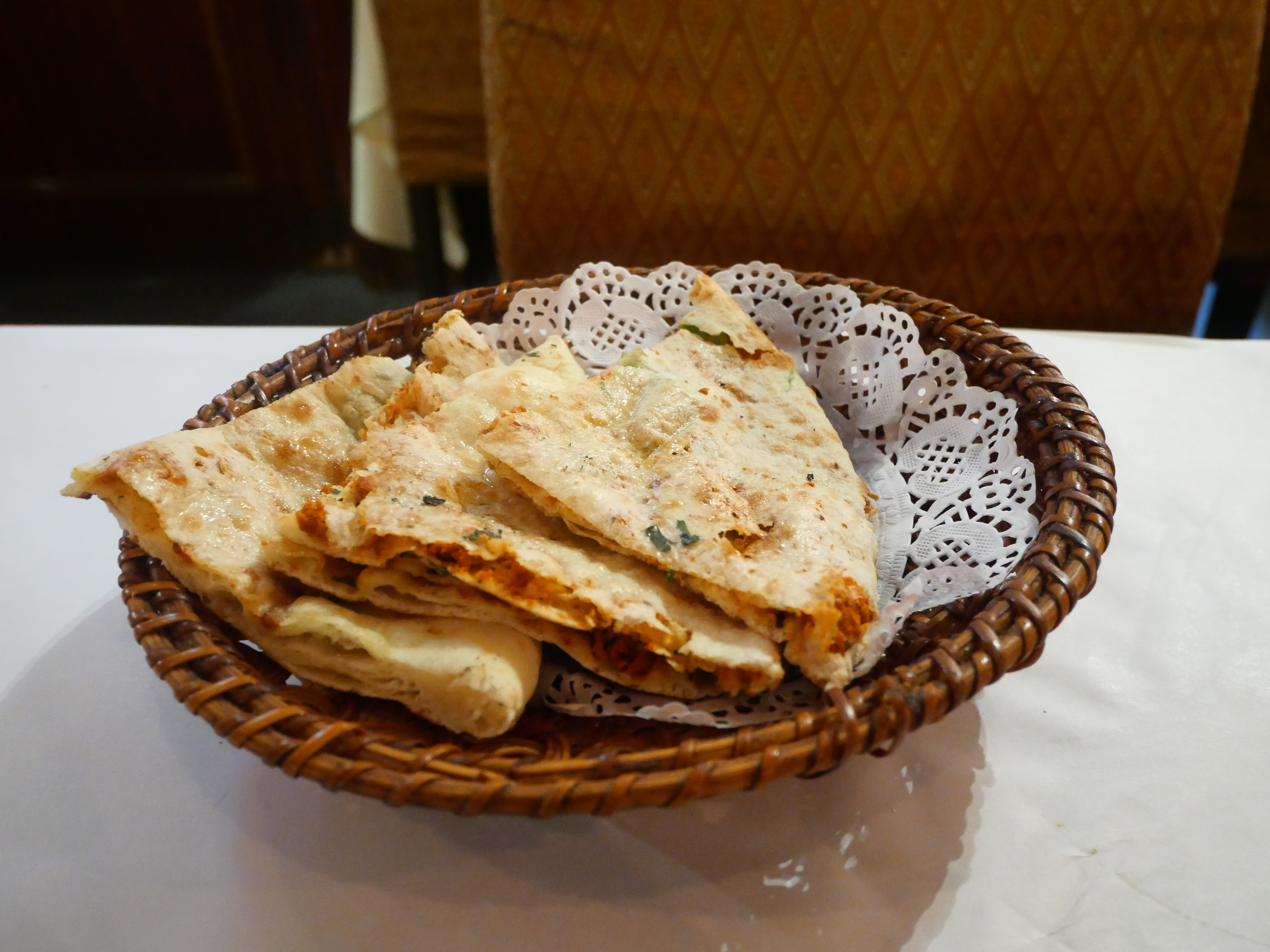
Naan

- placky, kapsy
- k lámání aj.

### Indický
kvasnicový chléb naan (hladká pšeničná mouka, bílý jogurt, máslo, droždí, sůl; chléb může být ochucený česnekem, černuchou, koriandrem, sezamem, cukrem, cibulí…); oblíbený mj. v kašmírské kuchyni
- placky, často trojúhleníkového tvaru

### Prosfora
Prosfora je liturgický chléb užívaný v pravoslaví a v řeckokatolických církvích. Používá se ke konání svaté eucharistie, svaté liturgie. Musí být kvašený a připravuje se z pšeničné mouky, droždí, vody a soli.

## Kypření chlebového těsta
Chléb konzumovaný na Západě se vyrábí většinou z kvašeného těsta. Kvalita upečeného chleba závisí na mnoha faktorech, přičemž klíčový je kypřicí prostředek – kvas (čili kvásek) nebo droždí (čili kvasnice). Tradiční pekařský kvas se připravuje z mouky a vody.

### Kypření pekařským kvasem
Pekařský kvas je směs mouky a vody, která díky sporám mikroorganismů v mouce a okolnímu vzduchu přirozeně kvasí. Na kvašení mají zásluhu především bakterie mléčného kvašení z rodu Lactobacillus, které dodávají chlebu typickou kyselou chuť, a také další bakterie a kvasinky, které dohromady produkují množství aromatických těkavých látek a kypří těsto. Kvašení je pomalé, přičemž jeho produktem jsou probiotika, bílkoviny a aminokyseliny. Na tradiční český kvásek se používá žitná mouka, ale použít lze i pšeničnou mouku. Přesné konečné složení kvasu závisí na mouce, ze které je zaděláván, na prostředí, ve kterém se nachází, a na způsobu, jakým „je veden“.
Kvásek těsto okyseluje, takže v chlebu vzniká prostředí, které není příznivé pro rozvoj jiných druhů bakterií a plísní. Proto je kváskový chléb mnohem trvanlivější – vydrží týden i deset dní.
Kváskový chléb potřebuje k vykynutí mnohem delší dobu než chléb připravovaný s použitím kvasnic. Při kynutí probíhají v těstu procesy, které způsobí, že kváskový chléb je stravitelnější a má vyšší výživovou hodnotu.
Při přípravě chleba se používá jen část kvásku, část se ponechá stranou a „vede se“, to znamená, že se přidává voda a mouka. Při příštím pečení se opět použije jen část této směsi a zbytek se opět vede pro budoucí použití. Vedením kvásku může vzniknout dlouhodobá specifická kultura kvasinek a bakterií, takže kvas ovlivní chuť chleba, který právě podle chuti a vůně dokáží stálí spotřebitelé rozeznat a ocenit.
Tradiční český žitný chléb se běžně pekl jen z mouky, vody, soli a kmínu ještě v 90. letech 20. století. 
Některé pekárny v Evropě, zejména menší, stále pečou chléb z těsta s kvasem, i když kontinuita tradičního předávání této znalosti je v rodinách již zpřetrhána. V USA takové pekárny leckde znovu vznikají a stejně jako amatéři pekoucí doma opět oživují polozapomenuté umění pečení kváskového chleba.

### Kypření droždím
Při kypření pekařským droždím se využívá kvasného procesu (kvašení, fermentace), který působí kvasinka Saccharomyces cerevisiae. Kvašením sacharidů v mouce vzniká oxid uhličitý. Těsto s droždím lze zadělávat vodou, mlékem či kysaným mlékem.
Většina pekáren v České republice, zejména malých, kypří těsto pekárenským droždím. Rovněž průmyslové pekárny přidávají k tradičnímu kvasu droždí. Těsto kyne rychleji a spolehlivěji (vždycky stejně) než těsto kypřené výhradně kvasem, chléb mívá obvykle větší objem. Ovšem chléb čistě kvasový má výraznější chuť a delší trvanlivost.

### Jiné kypření
Ke kypření chlebového těsta lze použít i jiné prostředky produkující plyn. Využít lze:
- kypřicí prášek do pečiva nebo samokynoucí mouku, která kypřicí prášek již obsahuje;
- kyselou přísadu, jako je podmáslí, a přidat jedlou sodu; reakcí kyseliny se sodou vzniká plyn. Tento typ kynutí se používá při výrobě sodového chleba a při rychlém pečení. Užívá se spíše při výrobě sladkého chleba (banánový chléb) nebo muffinů.[9]

### Nekvašený chléb
Bez plynů vznikajících při kvašení chléb nenabude, nezíská na objemu, proto má formu placky. Chlebovou placku z nekvašeného těsta lze upéci v ohni, jak se to dělá již po tisíciletí. V současnosti tak chléb připravují například kočovní Arabové v severní Africe.
V Arménii, Ázerbájdžánu, Turecku, Íránu je nejrozšířenějším chlebem lavaš. Nekynutý tenký chléb je pružný a peče se z pšeničné nebo žitné mouky a vody, někdy se přidává sůl či olej. Je podobný indickému chlebu čapátí, je však větší a tenčí. 
V Indii je výrazem pro jakýkoli indický chléb „roti“, je však také pojmenováním pro konkrétní druh základní chlebové placky, která se připravuje z nekynutého těsta. Někdy se roti nazývá „phulka“ („nafouknutý“). Placka se připravuje z celozrnné pšeničné mouky zvané „atta“, vody a soli; opéká se nasucho na pánvi zvané „tava“. V Indii se tradičně používá dohladka umletá celozrnná mouka (téměř rovnocennou náhradu lze získat smícháním stejných dílů obyčejné hladké mouky a hrubé celozrnné mouky). Podobné těsto jako na roti se zadělává na čapátí, jen se do něj přidává rostlinný olej. Opéká se nasucho nebo (na jihu Indie) na troše oleje nebo přepuštěného másla „ghí“.
Tradičním pokrmem podávaným při židovském svátku Pesach (též „Svátek nekvašených chlebů“ aj.) jsou macesy, nekvašený chléb.

Chléb se připravuje z vody a mouky, která je vyráběna ze speciálně hlídané pšenice. Mouka během celého cyklu zpracování nesmí přijít do styku s vlhkostí. Procesu kvašení brání rychlost zpracování.
Nekvašený chléb může mít i symbolickou funkci. V křesťanské tradici je jím hostie, chléb připravený ke slavení eucharistie. Těsto na hostie vyráběné v České republice v Bílé Vodě vzniká smísením čisté pšeničné mouky a vody. Z upečených oplatek se vykrajují kulaté hostie. V roce 2020 byla obnovena výroba hostií podle návrhu mistra Františka Bílka, jejichž původní výroba byla ukončena v roce 1937.

## Chléb v Česku

### Typy českého chleba
- žitno-pšeničný chléb, obsahuje nejméně 50 % žitné mouky a nejméně 10 % pšeničné mouky
- pšenično-žitný chléb, obsahuje nejméně 50 % pšeničné mouky a nejméně 10 % žitné mouky, tradiční chléb Šumava obsahuje 45 % žitné mouky a 55 % pšeničné mouky
- tmavý žitný chléb, je vyroben nejméně z 90 % z žitné mouky
- celozrnný chléb, je vyroben nejméně z 80 % z celozrnných mouk
- vícezrnný chléb, obsahuje kromě pšenice a žita také jiné obiloviny, luštěniny nebo olejniny
- světlý pšeničný chléb, je vyroben hlavně z pšeničné mouky
- speciální chléb, obsahuje různé další přísady, např. brambory, chléb může být označen jako bramborový, pohankový nebo podobně, pokud obsahuje alespoň 10 % jmenované suroviny

### Kvalita chleba
V předchozích desetiletích se zvyšoval podíl chleba vyráběného bez tradičního kvasu. Živý kvas byl nahrazován kvasnicemi a okyselován přídavkem tzv. stabilizovaného kvasu, ve kterém však chybí aromatické látky typické pro živý kvas. Chléb je někdy připravován z pytlovaných směsí, které obsahují enzymy a přídatné látky („éčka“). Někdy je při přípravě chlebového těsta snižován podíl dražší žitné mouky z 45 až na 20 %. Jsou zaváděny technologie na rozemílání starého chleba a pečiva, tato směs je pak přidávána do nového těsta. Dochází i ke změně technologie výroby kvasu, která výrazně zkracuje dobu kvašení. Podle Státní zemědělské a potravinářské inspekce se však „starý“ (neprodaný) chléb, tzn. ztvrdlý, avšak čistý a beze stop plísní přidával do těsta odedávna. Nejde o žádnou novou nekalou praktiku. Alternativními technologiemi vyrábějí chleba především malé pekárny, pro které chleba představuje pouze malou část sortimentu, a proto se jim vedení kvasu nevyplatí. Naopak pro velkopekárny i malé pekárny specializované na výrobu chleba je levnější připravovat kvas, protože mouka, ze které je kvas vyráběn, je vždy levnější než kterákoli pytlovaná směs. Někdy se ke kvasu přidávají kvasnice kvůli rychlejšímu kynutí.
Vzhledem k vydanému nařízení Evropské komise o regulaci karcinogenního akrylamidu nechala Potravinářská komora zpracovat testy na přítomnost akrylamidu v chlebu a pečivu. Podle výsledků testů je v naprosté většině případů hladina akrylamidu výrazně nižší než tzv. srovnávací hodnota. Vyšší obsah látky, a tedy škodlivý, by mohl mít připálený chléb, ale ten se do obchodu nedostává.

### Cena chleba
Cena chleba v Česku je závislá jednak na kvalitě, jednak na obchodní politice řetězců, které mnohdy chléb a rohlíky dotují, aby přilákaly zákazníky kvůli koupi jiného zboží.
V roce 1989 byla cena jednoho kilogramu chleba 2,80 Kčs, tehdy klasický 1,5kilogramový bochník stál 4,20 Kčs. V roce 2000 byla průměrná cena 1 kg chleba 14,80 Kč, roku 2010 to bylo 19,85 korun, v roce 2020 činila ±28 korun, v roce 2024 (září) 43,2 korun.

### Spotřeba
V roce 2021 bylo v České republice okolo 700 pekáren, které ročně napekly 260 000 tun chleba, tj. téměř milion bochníků denně. Průměrný Čech spotřebuje ročně 40 kg chleba, což je o 10 kg méně než před rokem 1989. Z celkového množství se 63 % chleba prodá v supermarketech. Nejprodávanější chleby na trhu jsou šumavský (56 %) a žitný (16 %).

## Konzumace

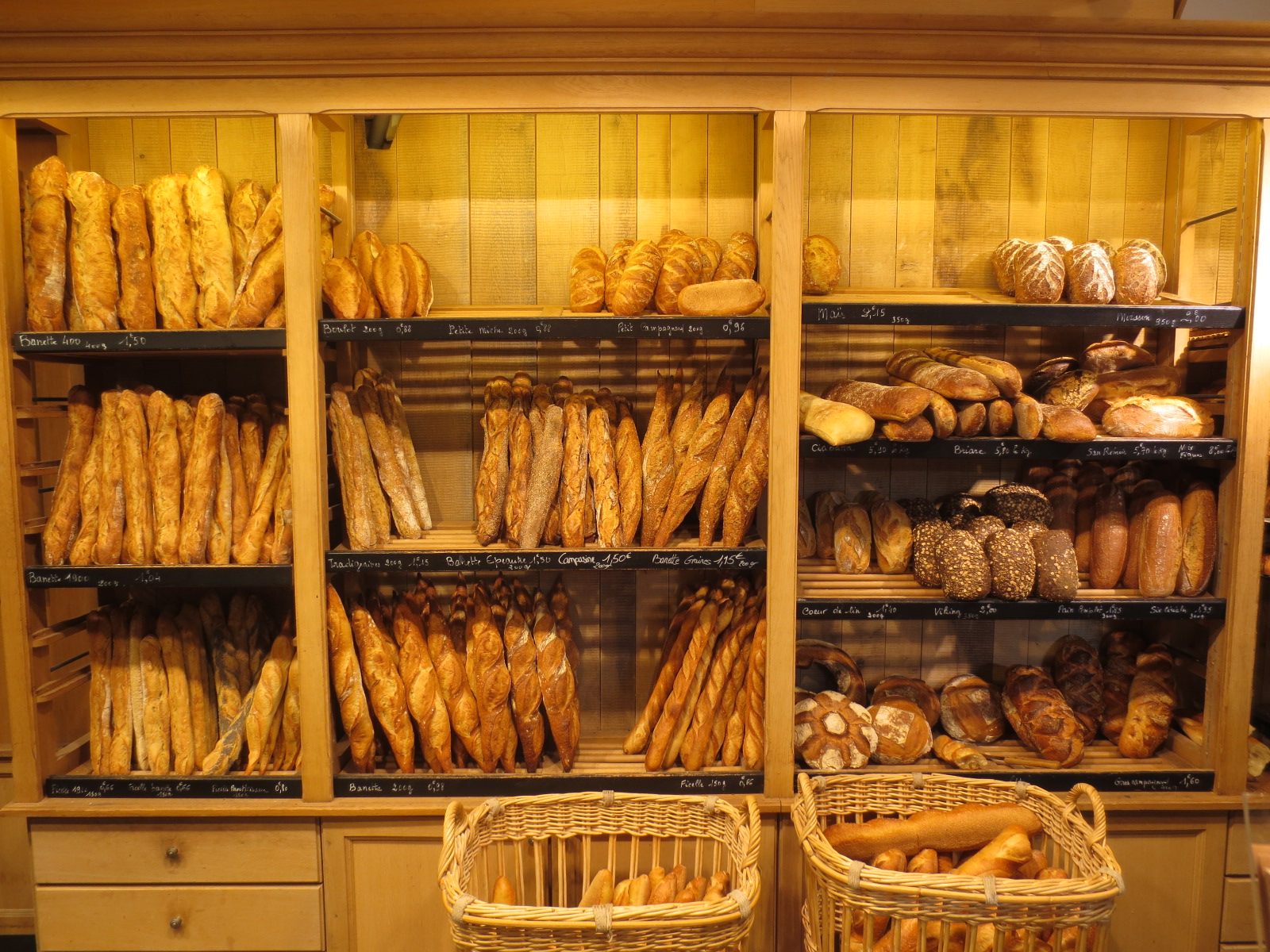
Různé druhy francouzského chleba

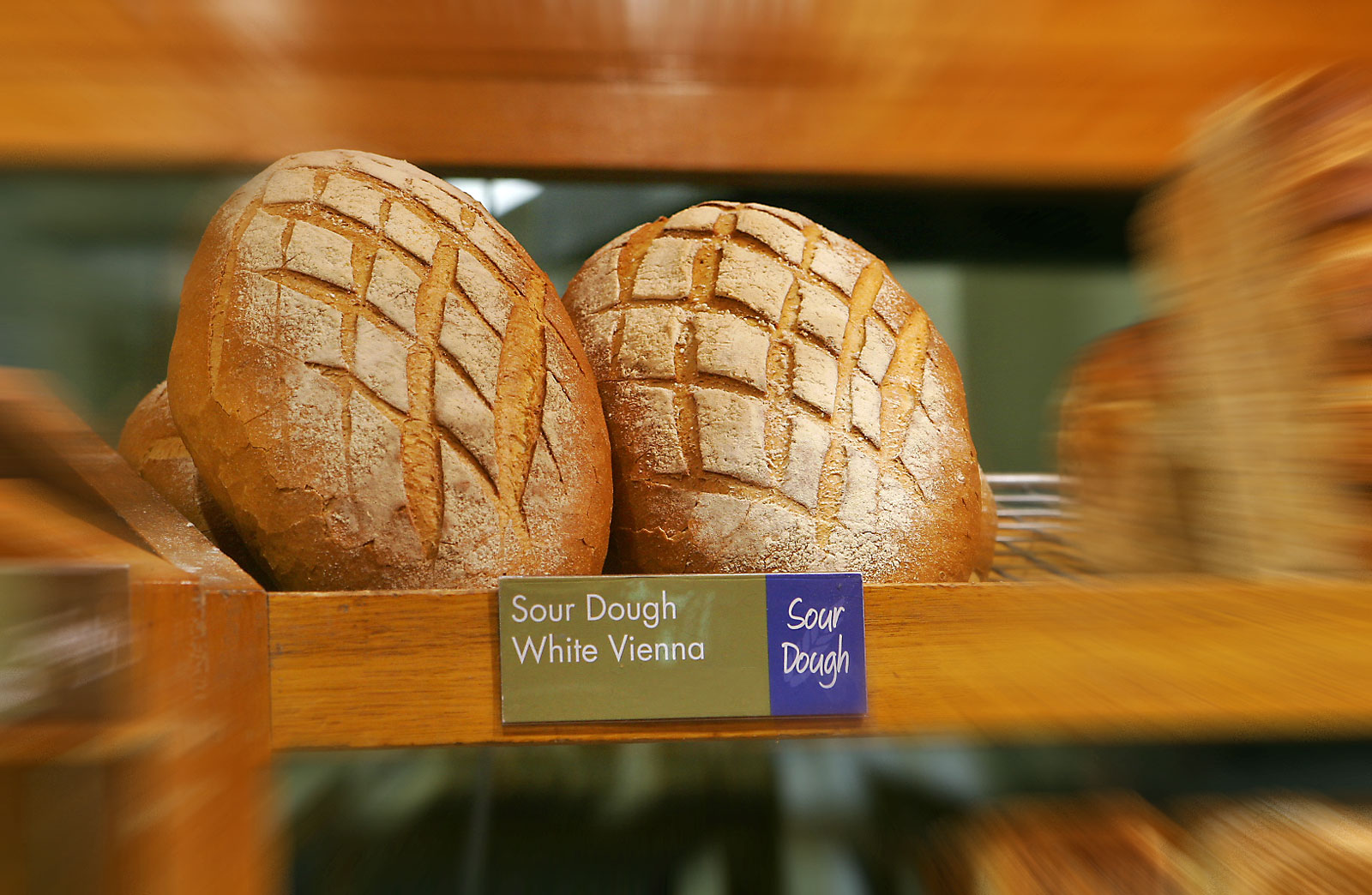
Bochníky chleba v obchodě

Chléb bývá většinou konzumován nakrájený na krajíce o takové tloušťce, aby se snadno konzumoval a přitom se nedrobil (zhruba 6–10 mm). Na krajíc se obvykle roztírá máslo (čímž vzniká tradiční chléb s máslem), tavený sýr, pomazánka apod.; může se obkládat nakrájenou zeleninou či plátky salámu a sýra a nebo se připraví jako topinka. Další způsobem konzumace může být přikusování k polévkám, gulášům, omáčkám, různě upraveným masům, špízům a jiným pokrmům. Dva namazané nebo obložené krajíce chleba lze přiložit k sobě a zabalit – jsou tak připraveny k pozdější konzumaci.

### Topinky
Smažený nebo pražený chléb je znám jako topinka; topinky lze připravovat na vícero různých způsobů.

## Svátek
Mezinárodní den chleba připadá každoročně na 16. říjen; svátek navazuje na Den výživy vyhlášený organizací OSN pro výživu a zemědělství FAO roku 1947. V Česku se slaví počínaje rokem 2009.

## Postup výroby

Postup pečení chleba
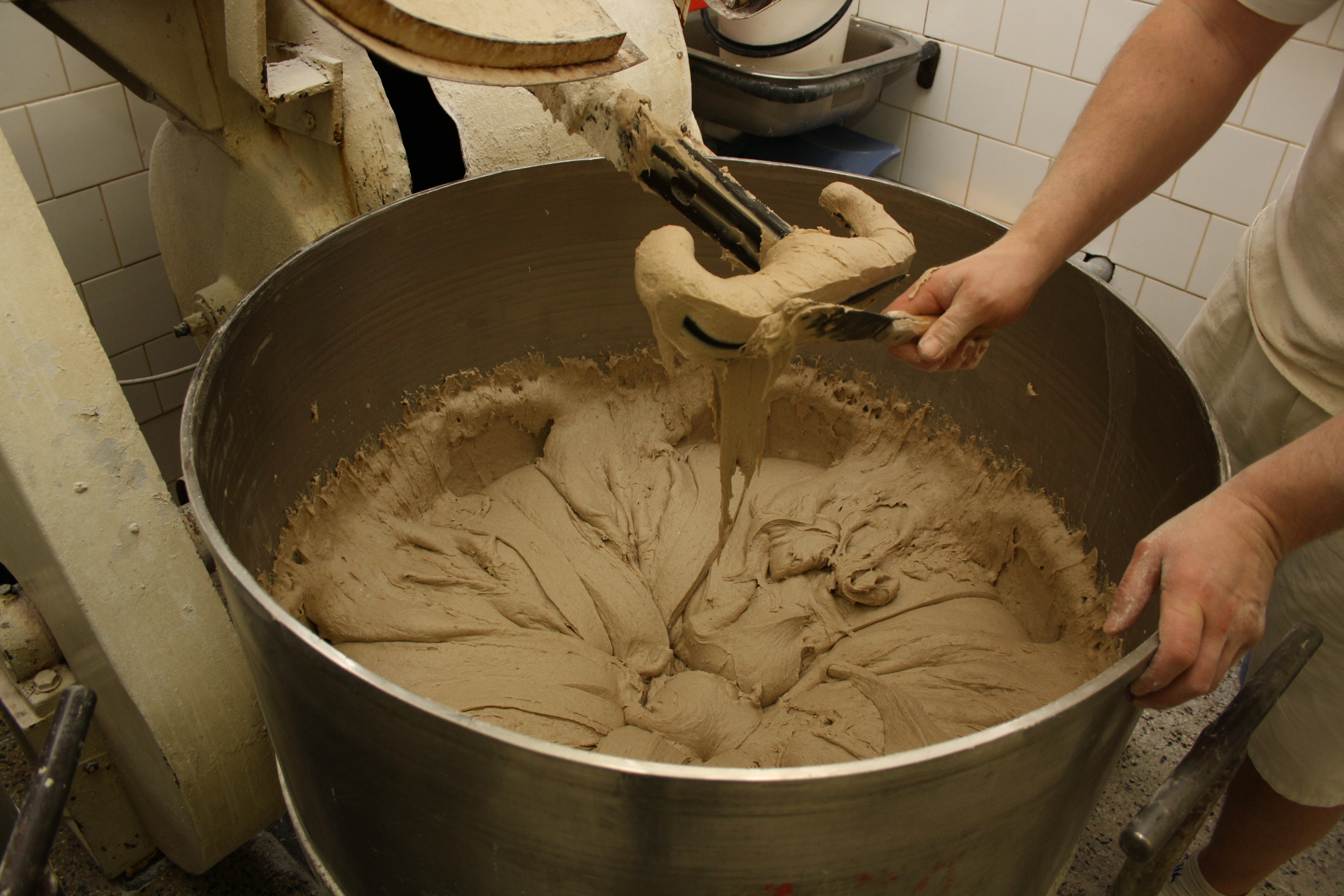
1: Příprava těsta, krátce po míchání
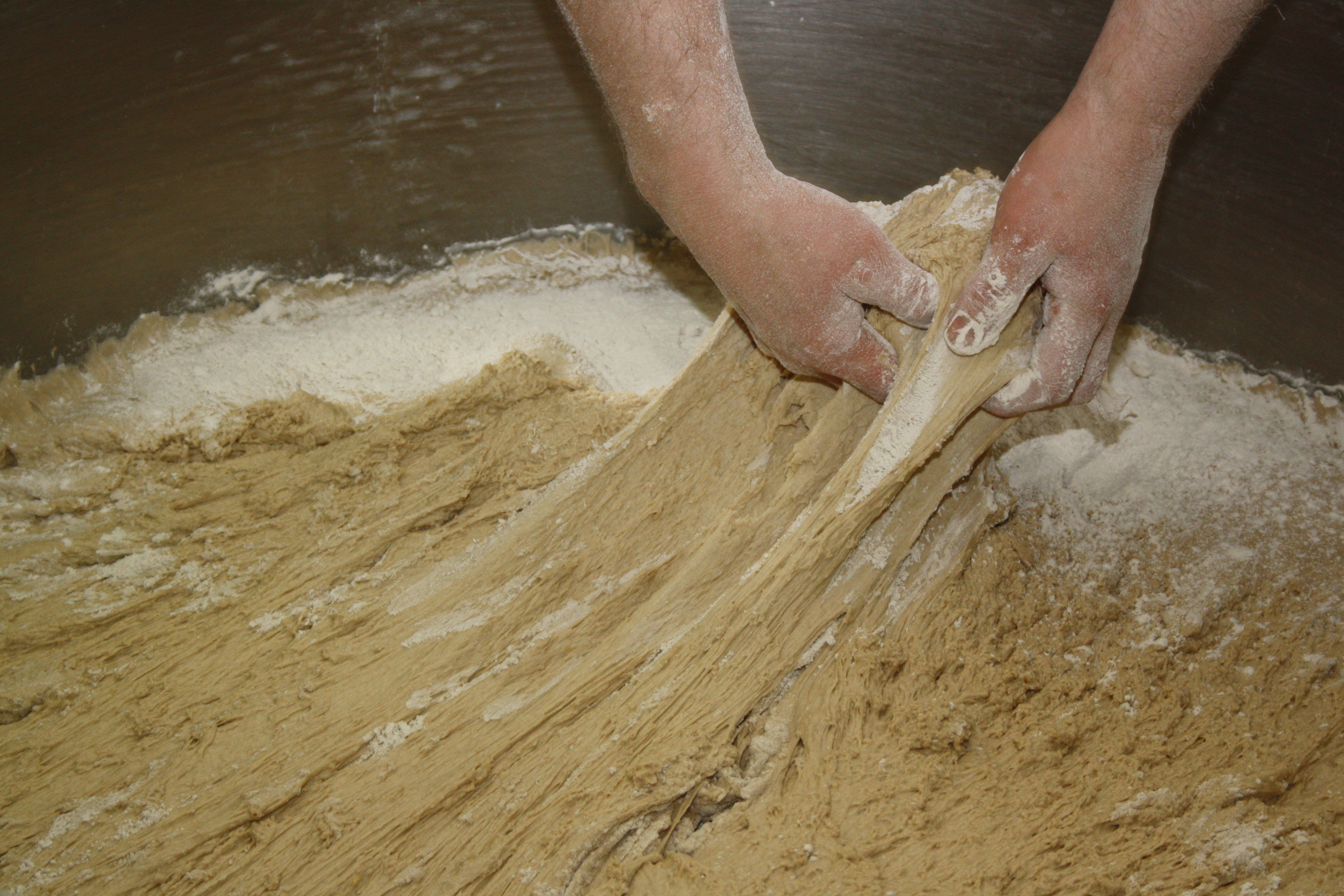
2: Porcování těsta
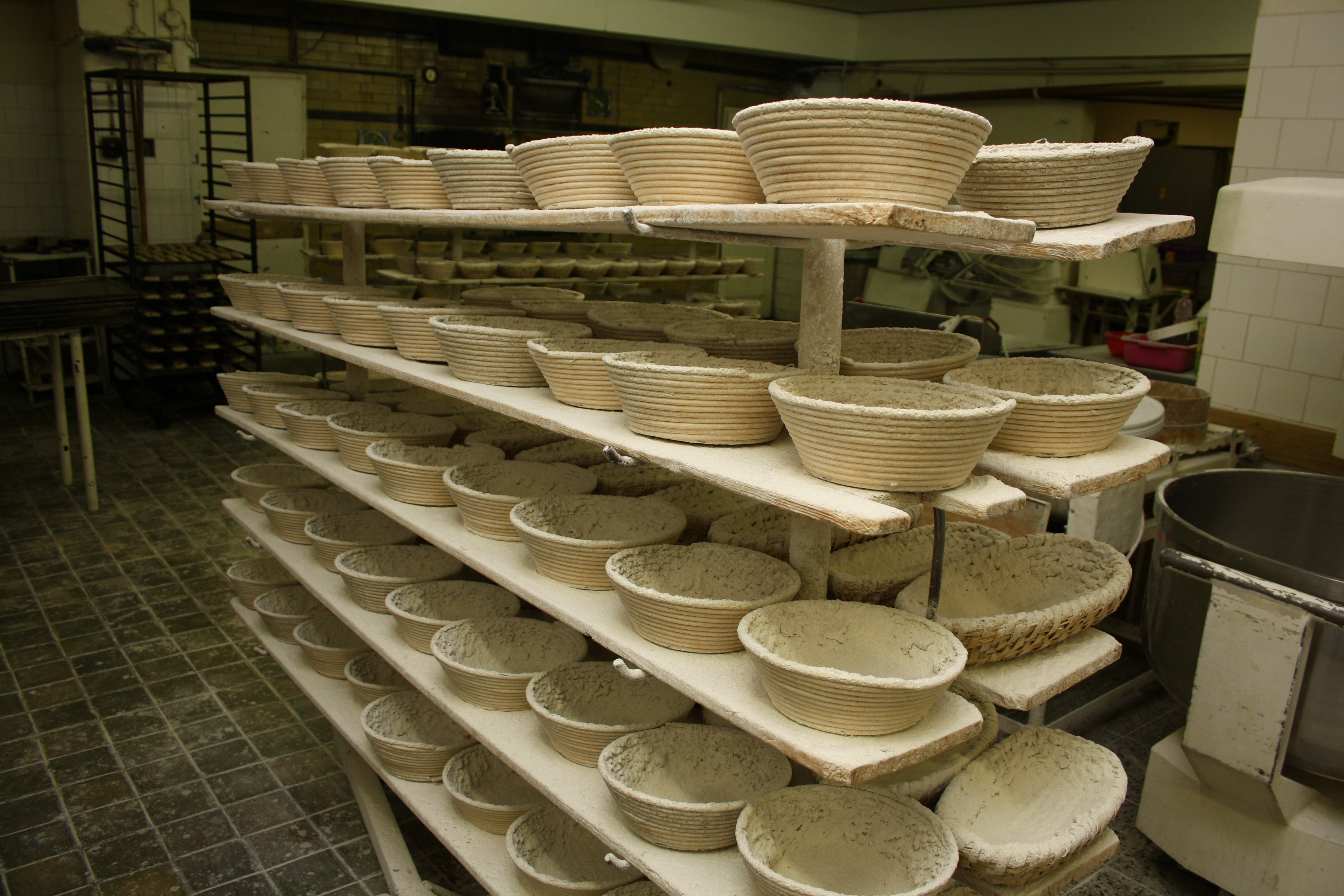
3: Prázdné ošatky
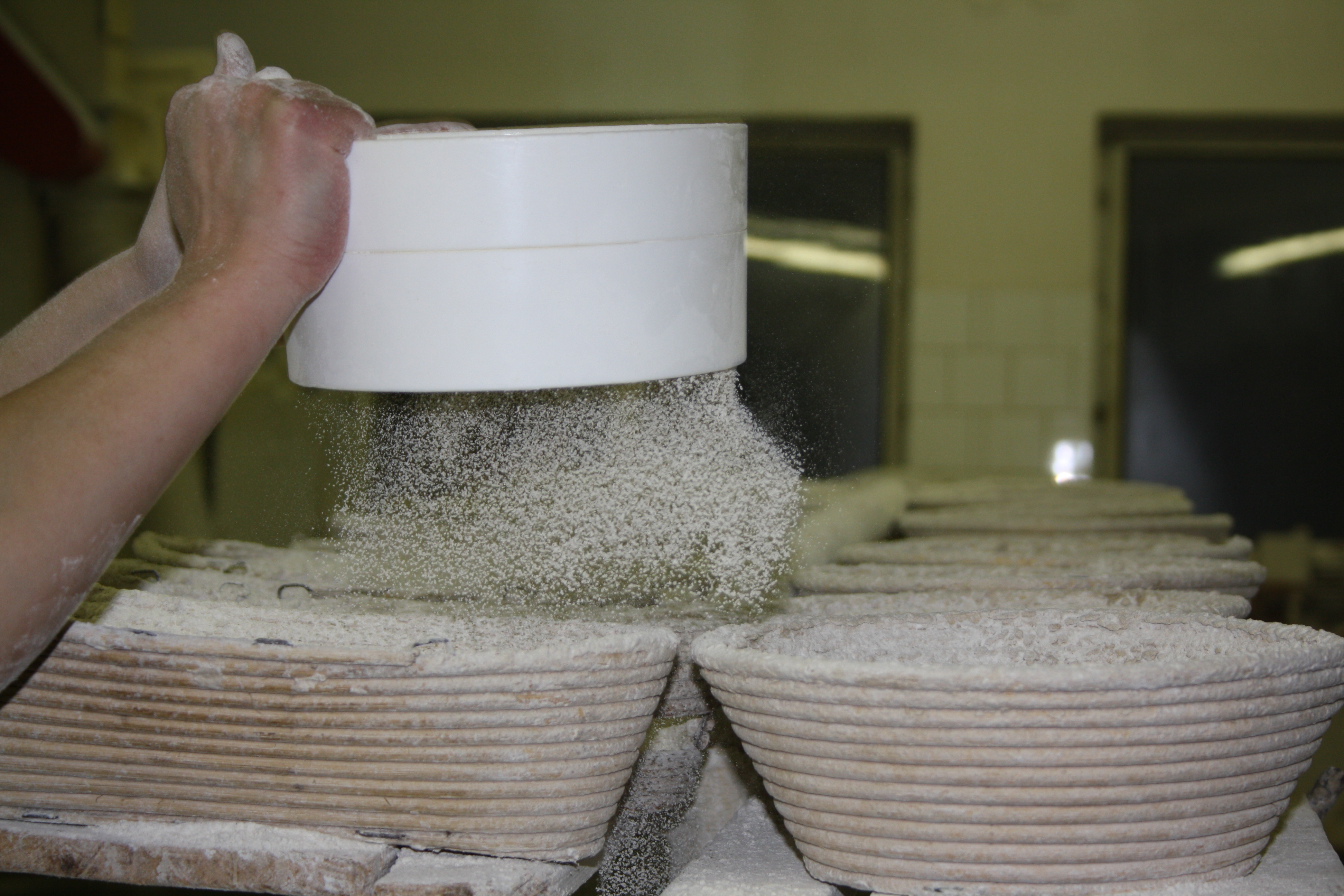
4: Vysypávání ošatek moukou
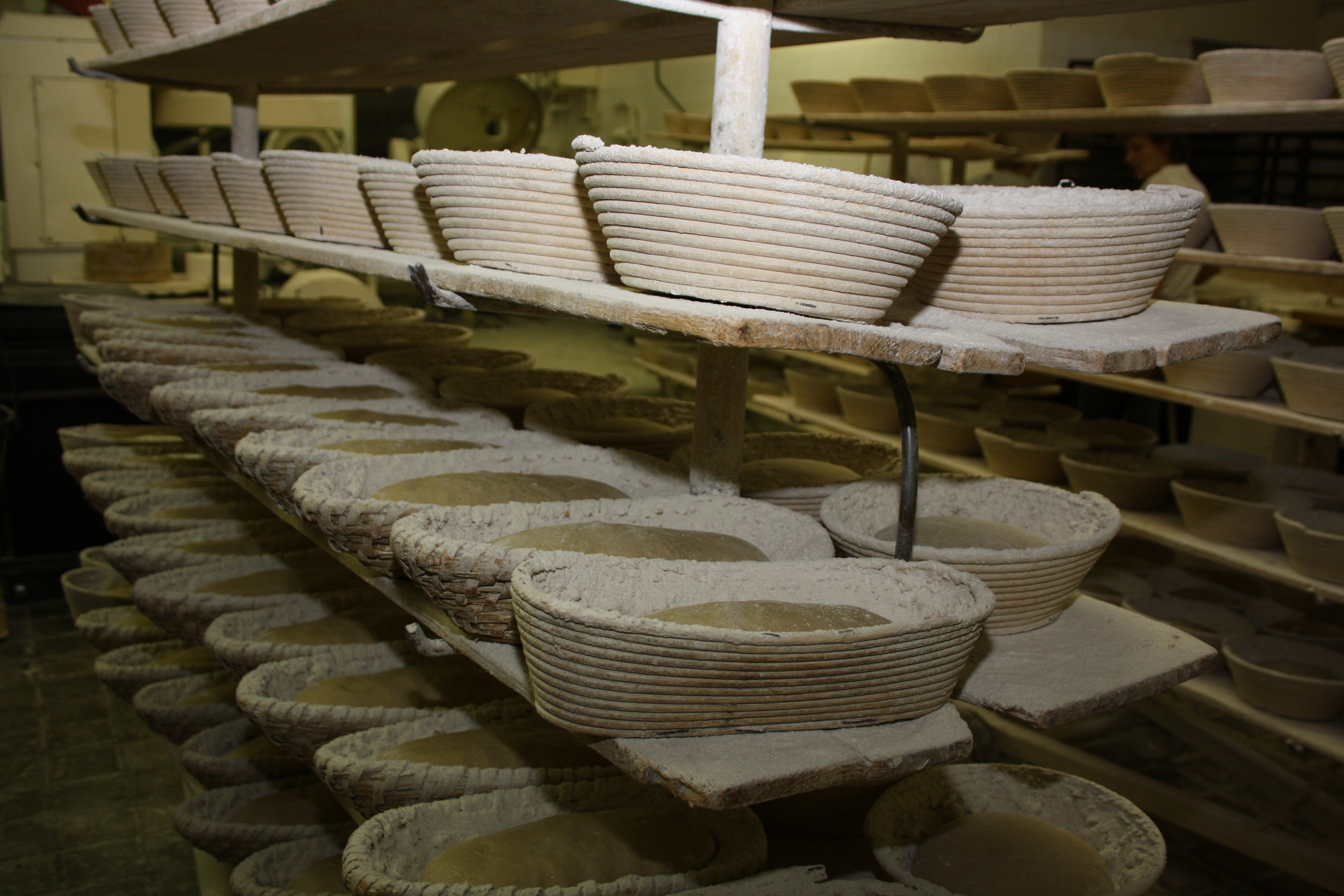
5: Těsto v ošatkách
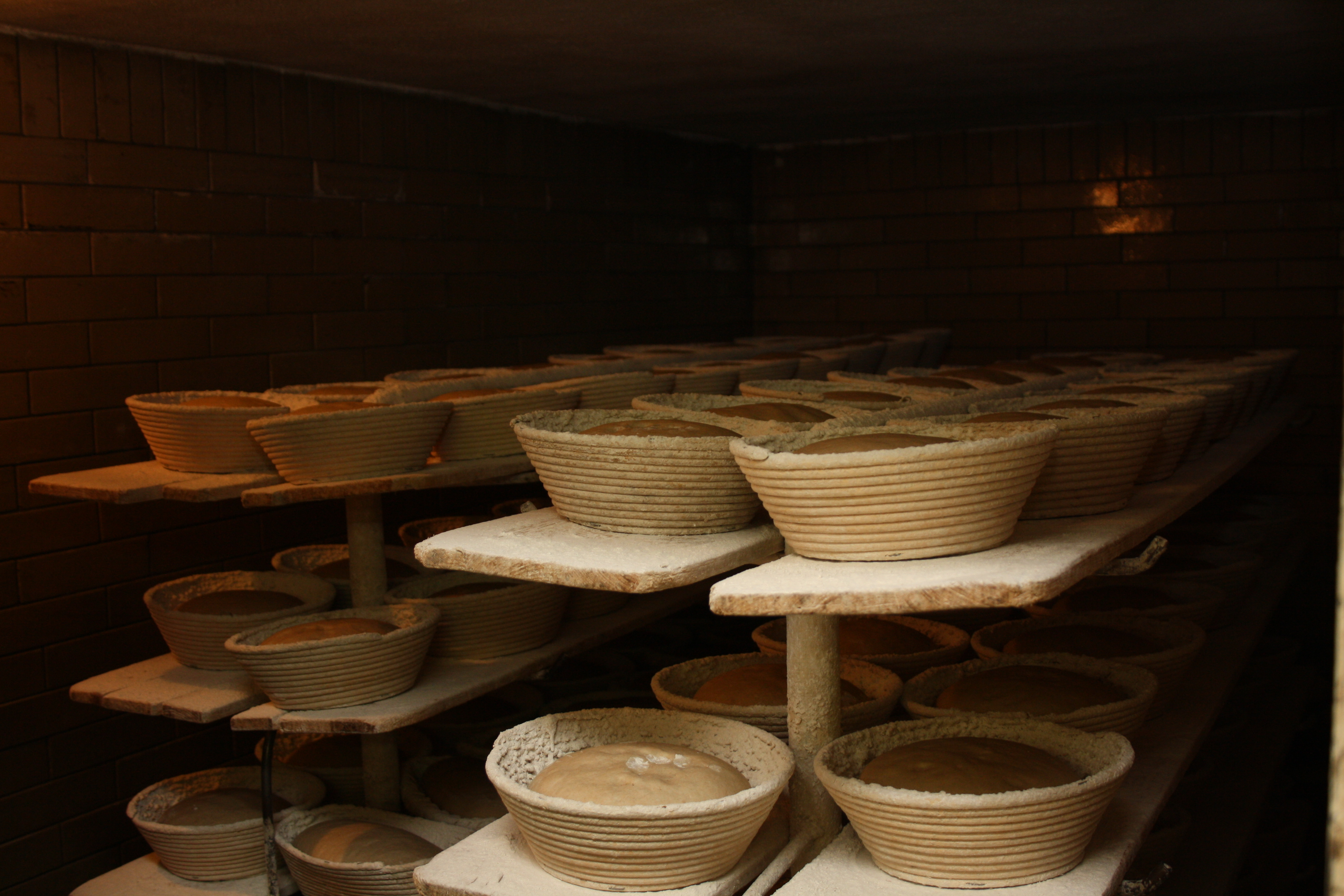
6: Kynutí chleba v teplé místnosti
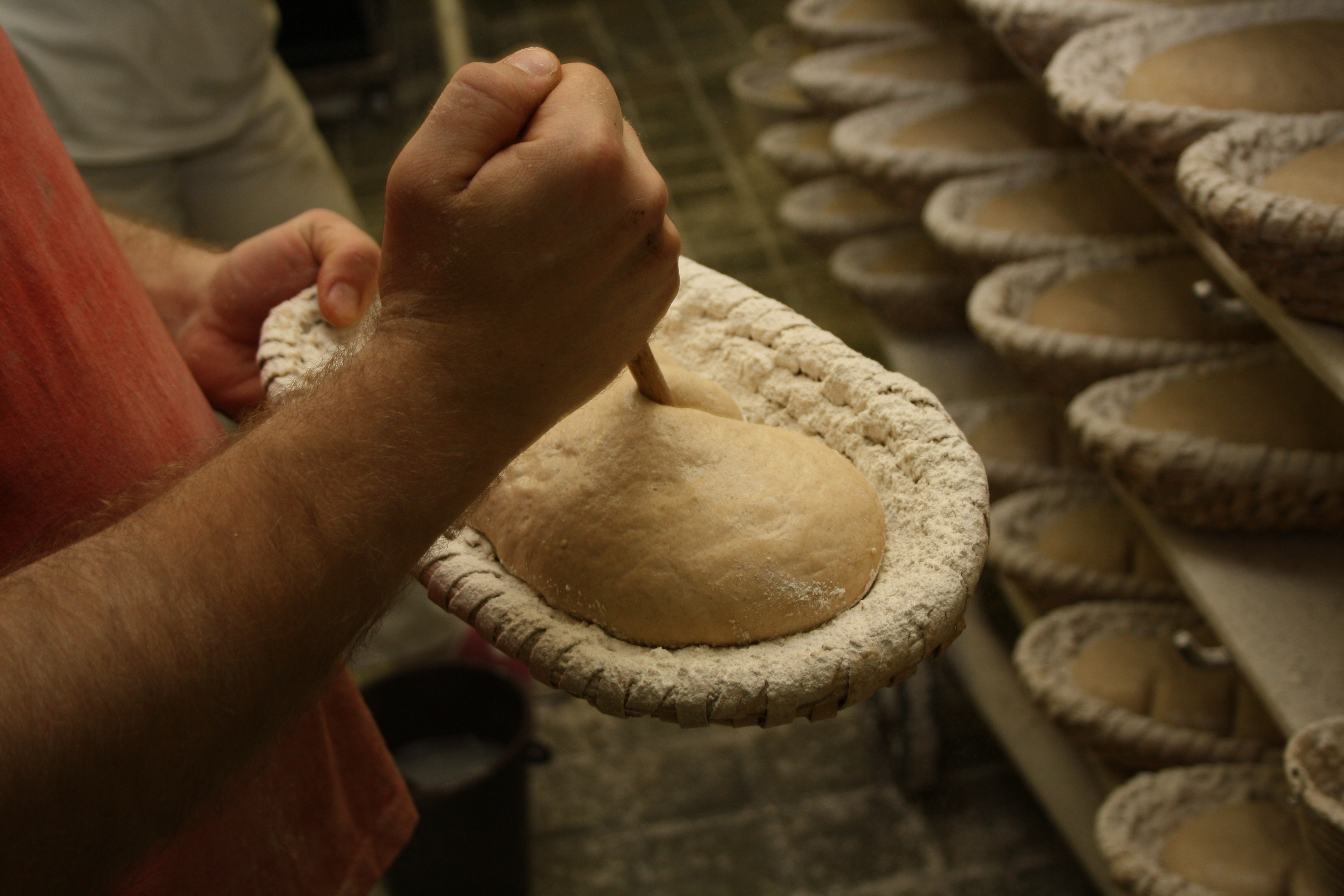
7: Štrejchování, kterým chléb získá tvar
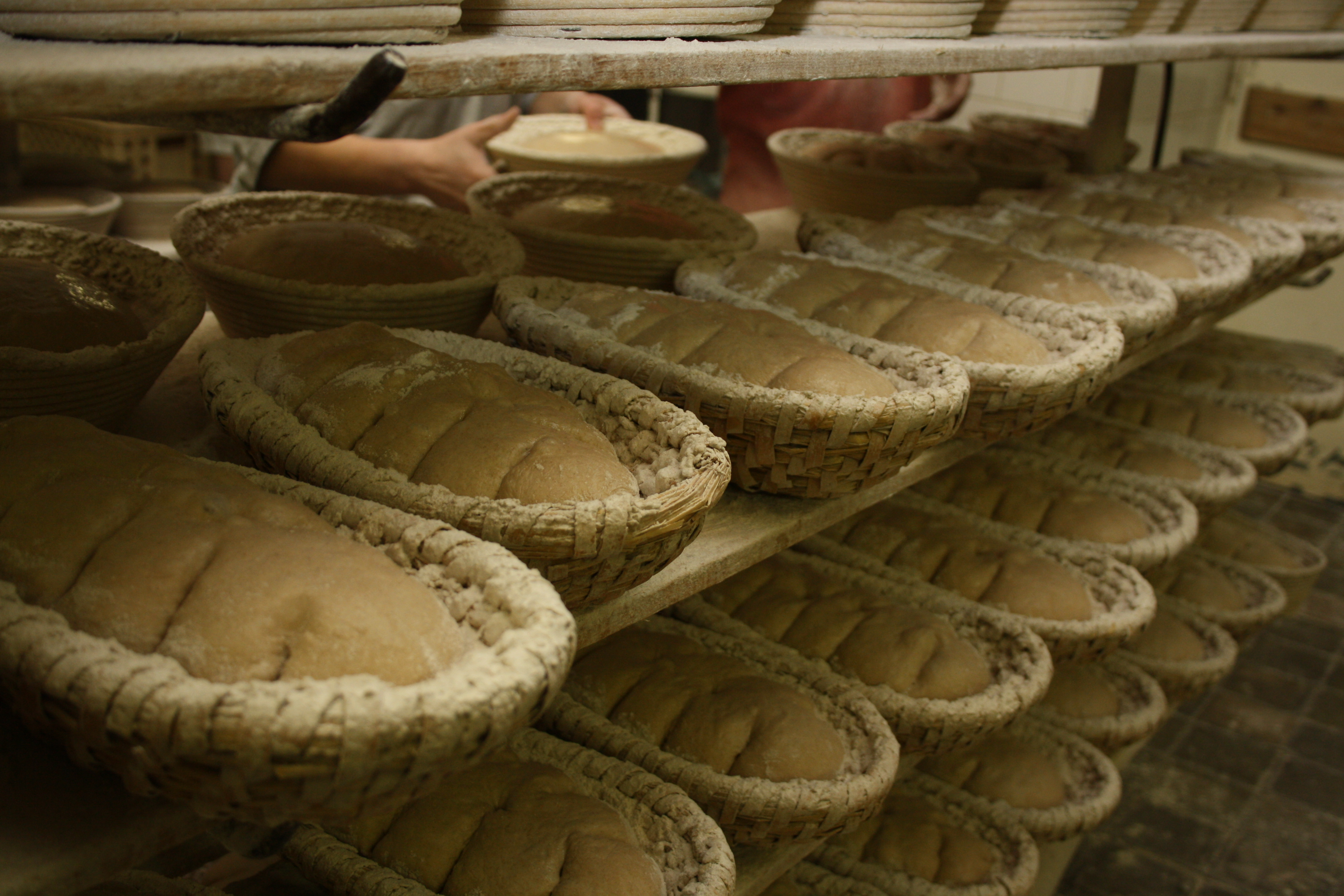
8: Chléb po štrejchování
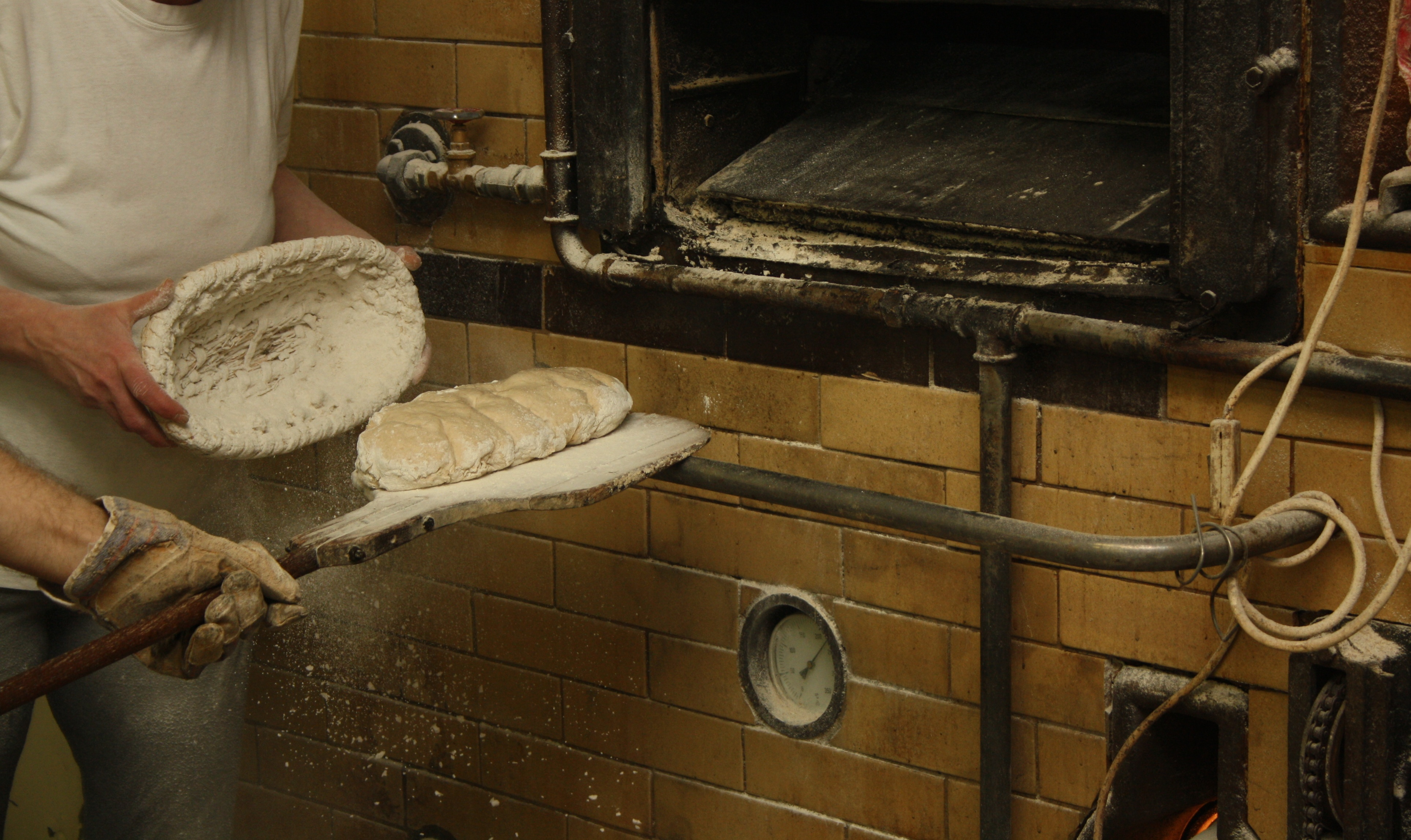
9: Vyklápění bochníků před pečením
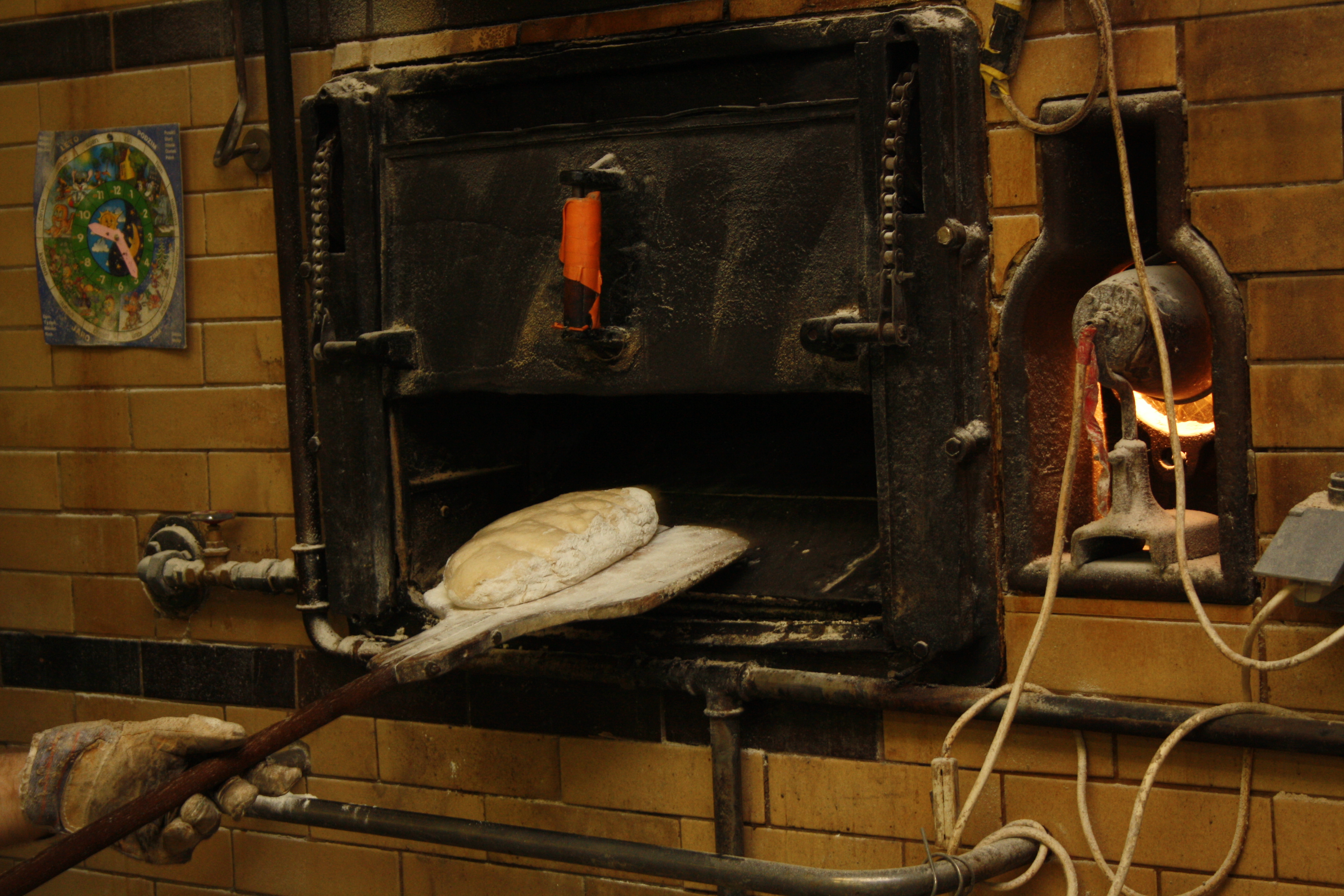
10: Sázení do pece
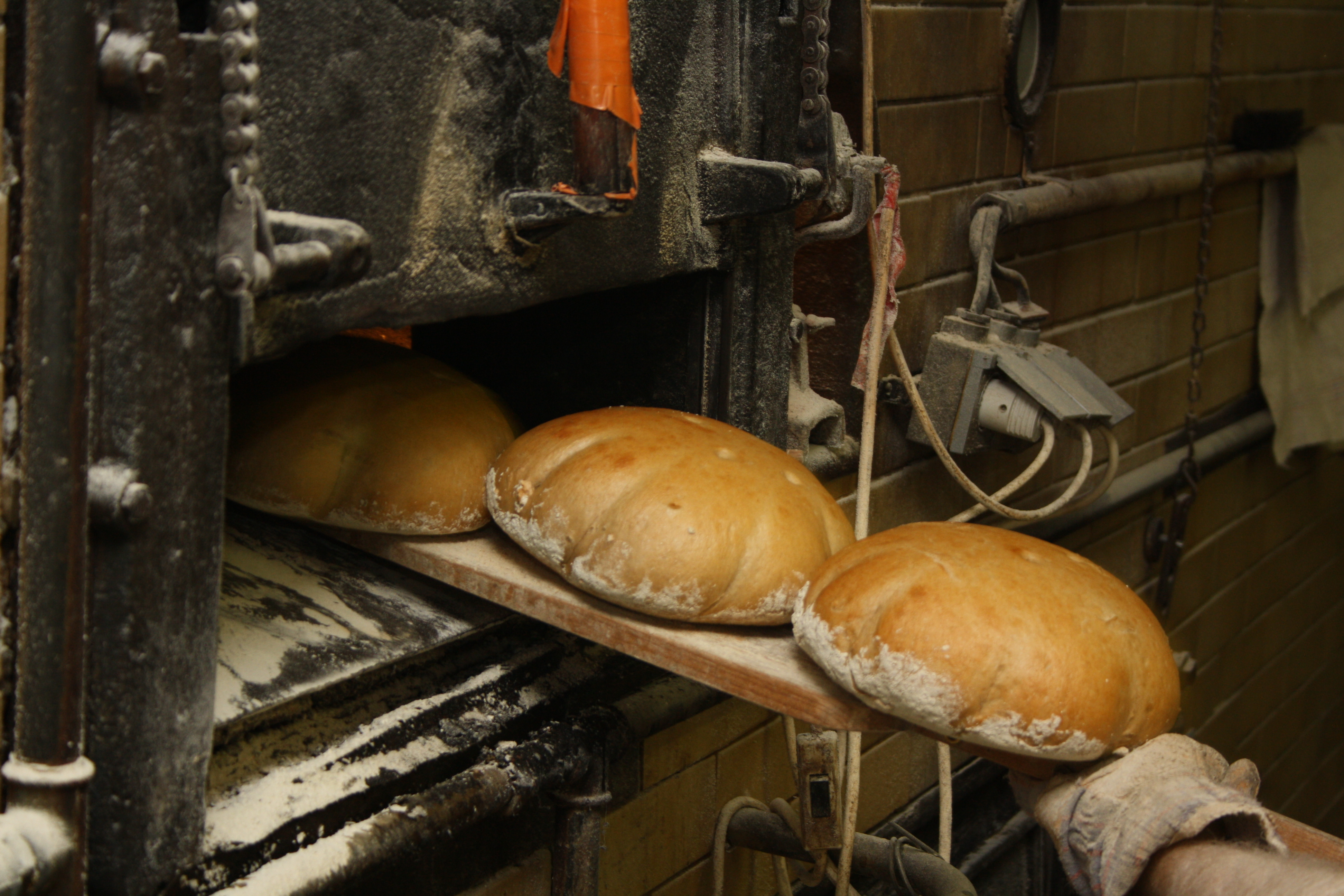
11: Vyjímání chleba
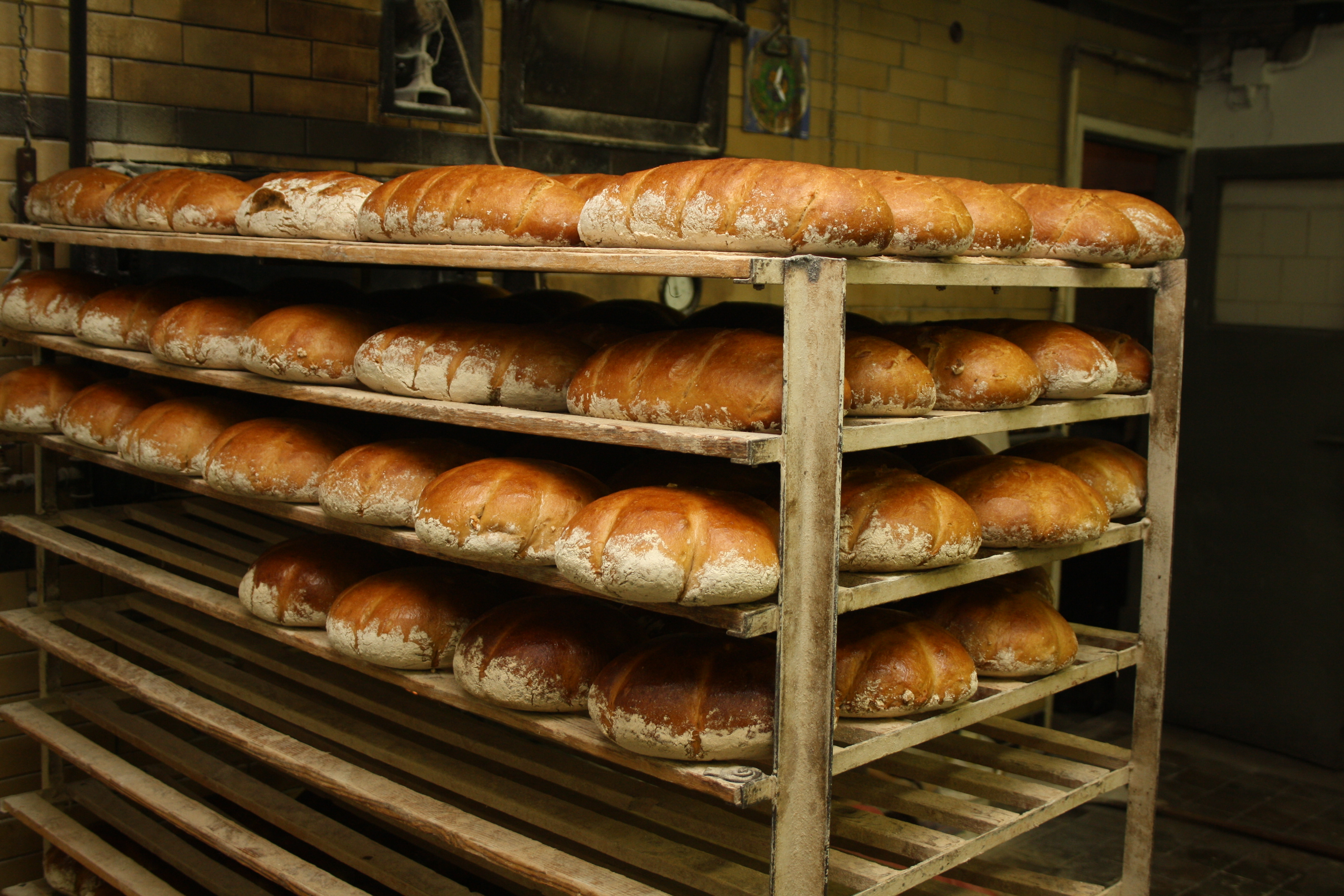
12: Stydnutí hotových pecnů